# Миркин-Гецевич, Борис Сергеевич
Борис Сергеевич Миркин-Гецевич (до крещения — Бер Соломонович Миркин-Гецевич; 13 (1) января 1892 — 1955) — русский и французский юрист и публицист историк права.

## Биография

### Ранние годы
Родился в Киеве в еврейской семье. Отец, Соломон Беньяминович Миркин (в метрической записи — Гецевич), мать Тереза Мироновна (урождённая Фрейнкель). В 1916 году приговорён к ссылке в Сибирь, но так и не был сослан. Окончил юридический факультет Казанского университета и был оставлен для приготовления к профессорскому званию. До 1918 года работал приват-доцентом Петроградского университета, преподавал международное право.

### Эмиграция в Париж
В январе 1920 года эмигрировал в Париж. С 1922 года являлся масоном.

### Творческая деятельность
Печатался в «Сполохах», «Современных записках», «Голосе минувшего на чужой стороне», «Последних новостях», «Свободных мыслях». Стал ведущим автором «Еврейской трибуны». Писал и готовил к печати книги «Критика религиозной и социалистической эсхатологии (первохристианство и большевизм, 5 листов)», «Россия и евреи», составлял доклады для Общества Лиги Наций.
Под псевдонимом Борис Мирский в 1922 году издал книгу «В изгнанье. Публицистические очерки. С предисловием П. Н. Милюкова» и серию статей и рецензий в различных газетах и журналах. Он также являлся автором ряда глав по истории дореволюционной России в трёхтомной «Истории России» под редакцией П. Н. Милюкова. Сотрудничал во французской прессе, издал в 1921 году на французском языке книгу «Евреи и русская революция».
В эмиграции Б. С. Миркин-Гецевич продолжал заниматься международным правом. Лекции по международному праву он читал на юридическом факультете института славяноведения и русском народном университете. В народном университете он состоял также заведующим историко-юридического факультета. Он также читал курсы «История международно-правовых отношений России в XIX и XX столетиях» во франко-русском институте и «История внешней политики России» в парижской высшей национальной школе восточных языков.
Б. С. Миркин-Гецевич опубликовал значительное количество работ по международному праву на русском и французском языках. Среди них можно выделить: «Демократический строй и война» (Голос минувшего на чужой стороне. 1927, № 5); «Профессор Е. А. Коровин. Международное право переходного времени». (Современные записки, 1926, № 27); «Россия и Европа в начале царствования Александра II» (На чужой стороне. Берлин-Прага, 1925, № 10); «Террор и церковь» (Голос минувшего на чужой стороне, 1926, № 2); «Чехословацкая конституция» (Современные записки, 1922, № 10) и т. д.

### США
В годы второй мировой войны Б. С. Миркин-Гецевич жил в США, преподавал в Новой школе социальных наук, участвовал в Международной лиге в защиту прав человека.